# Wen Ding
König Wén Dīng (chinesisch 文丁) (* ? v. Chr.; † 1192 v. Chr.) herrschte als der 29. oder 30. König der Shang-Dynastie für drei Jahre über China. Er war der Sohn des vorherigen Königs Wu Yi. 

## Leben
Laut den Bambus-Annalen war seine Hauptstadt in Yin (殷) oder Zimou. 
Im zweiten Jahr seiner Herrschaft griff sein Vasall Jili von Zhou die Yanjing Rong (燕京戎) an, aber sie besiegten ihn.
In seinem dritten Jahr trocknete der Fluss Huan (洹水) aus.
In seinem vierten Jahr griff Jili die Yuwu Rong (余无戎) an und war siegreich, wodurch Yuwu zu einem Klienten der Zhou wurde.
In seinem siebten Jahr griff Jili die Hu Rong (呼戎) an und war erneut siegreich.
Einige Jahre später besiegte Jili die Xitu Rong (翳徒戎) und nahm drei ihrer Generäle gefangen. Besorgt, dass Zhou zu mächtig wurde, schickte Wen Ding Jili in eine Stadt namens Saiku (塞库) und ließ ihn dort ermorden.
Das Geschichtswerk Zhushu Jinian berichtet, dass seine Regierungszeit 13 Jahre dauerte. 
| Vorgänger | Amt                               | Nachfolger |
| --------- | --------------------------------- | ---------- |
| Wu Yi     | König von China 1195–1192 v. Chr. | Di Yi      |

| Personendaten    | Personendaten |
| ---------------- | --- |
| NAME             | Wen Ding |
| ALTERNATIVNAMEN  | Zǐ (Nachname); 子 (Nachname, chinesisch); Tuō (Geburtsname); 托 (Geburtsname, chinesisch); Tài Dīng (Thronname aus Shiji); 太丁 (Thronname aus Shiji, chinesisch); Wén Dīng (Thronname aus Orakelknochen); 文丁 (Thronname aus Orakelknochen, chinesisch); Kuāng König (Postumname); 匡王 (Postumname, chinesisch) |
| KURZBESCHREIBUNG | chinesischer König der Shang-Dynastie |
| GEBURTSDATUM     | 13. Jahrhundert v. Chr. |
| STERBEDATUM      | 1192 v. Chr. |